# Claude Azéma (pétanque)
Pour les articles homonymes, voir Claude Azéma et Azéma.
Claude Azéma, né le 23 juillet 1946 à Pau, de nationalité française, est le président de la Fédération internationale de pétanque et de jeu provençal (FIPJP) et de la Confédération mondiale des sports de boules (CMSB),.

## Biographie
Azéma est président du Comité du Jura de la Fédération française de pétanque et de jeu provençal de 1974 à 1985.
Entré à la Fédération internationale de pétanque et de jeu provençal comme sécrétaire générale de 1993 à 2004. Il devient président ce cette fédération depuis le 23 septembre 2004. Il est aussi président de la Confédération mondiale des sports de boules de 2014 à sa dissolution en 2020 puis à partir de 2021 de la Fédération mondiale de boules et de pétanque.
Il est champion de France de rugby à XV cadets et juniors avec l'USAP. Il a également troisième aux Coupes du Monde de pétanque des parlements en 1995 et 1999 avec l'équipe de France du Parlement français.
En 1973, il est rédacteur des débats à l'Assemblée nationale puis en 1981 rédacteur-réviseur pour devenir en 2004 directeur-adjoint du service de l'Assemblée nationale. Il est aussi depuis 1992 directeur du service des comptes-rendus français au Conseil de l'Europe à Strasbourg. Il collabore avec plusieurs Conseil général et s'occupe de rédiger des comptes-rendus des assemblés générales des groupes Lagardère et Matra. Il intervient également dans la rédaction de nouvelles pour des publications et scripts pour des émissions politiques comme TF1, Antenne 2 et RTL. Il a effectué des interviews pour Le Figaro Magazine. Il a été scénariste pour une bande dessinée (Passion Pétanque) co-signée par Marcel Uderzo.